# Krasne (powiat lubartowski)
Krasne – wieś w Polsce położona w województwie lubelskim, w powiecie lubartowskim, w gminie Uścimów.
Wieś królewska w starostwie parczewskim województwa lubelskiego w 1786 roku. W latach 1975–1998 miejscowość należała administracyjnie do województwa lubelskiego.
Wieś stanowi sołectwo gminy Uścimów. Według Narodowego Spisu Powszechnego z roku 2011 wieś liczyła 491 mieszkańców.

## Części wsi
| SIMC    | Nazwa          | Rodzaj    |
| ------- | -------------- | --------- |
| 0392810 | Kosów          | część wsi |
| 0392827 | Krasne-Kolonia | część wsi |
| 0392833 | Krzywe         | część wsi |
| 0392840 | Ryczka         | część wsi |

## Historia
Wieś notowana od roku 1530 jako Krasne. Własność królewska, na którą w 1530 Zygmunt I Stary nadaje przywilej lokacyjny. W roku  1564 była to tenuta parczewska posiadała 26 kmieci na 8 łanach 2 karczmarzy na 1 łanie i 5 zagrodników.
Według Słownika geograficznego Królestwa Polskiego z roku 1883 Krasne to wieś i folwark nad jeziorem Krasne (według SgKP Głębokie) w ówczesnym powiecie włodawskim, gminie i parafii Uścimów (rzymskokatolicka Ostrów). Wieś posiada cerkiew parafialną dla ludności rusińskiej, około 1883 wieś posiadała 52 domy i 542 mieszkańców z gruntem 2539 mórg obszaru. W 1827 r. było tu 60 domów i 314 mieszkańców, Krasne było wówczas wsią rządową. Pomiędzy Krasnym a Lejnem ma źródła rzeka Jedlanka.